# Neißeaue
Neißeaue (hornolužickosrbsky Nysowa łućina) je nejvýchodnější obec Německa. Leží v Horní Lužici ve spolkové zemi Sasko v okrese Zhořelec na břehu řeky Nisy, která zde tvoří hranici s Polskem. Má přibližně 1 700 obyvatel. Blízkými městy jsou Görlitz přibližně deset kilometrů na jih a Niesky přibližně deset kilometrů na severozápad.

## Části obce
Obec se skládá z osmi částí níže vyjmenovaných s počtem obyvatel v roce 2005:

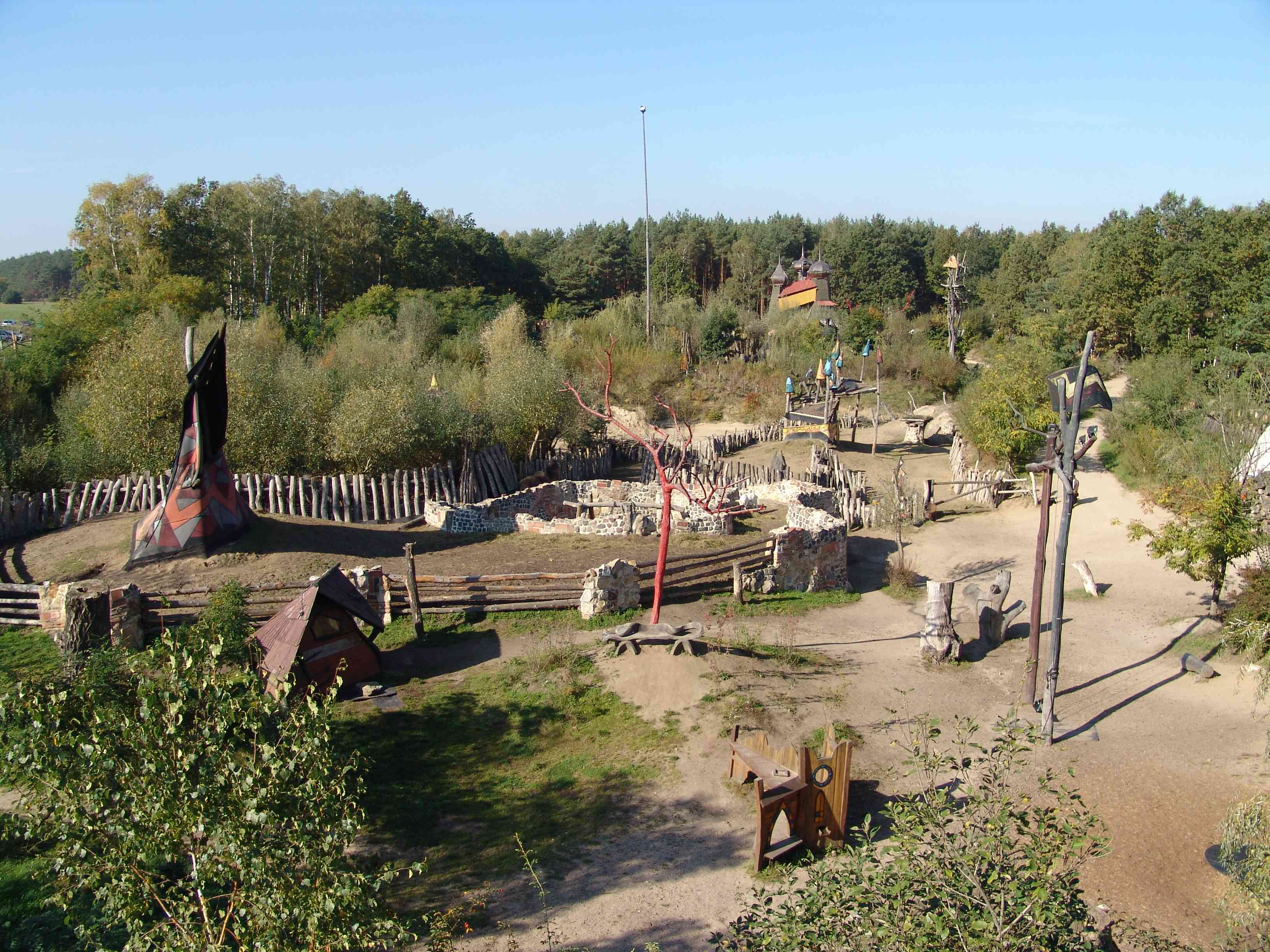
Pohled na část zábavního parku Kulturinsel Einsiedel

| část obce                                   | obyvatel |
| ------------------------------------------- | -------- |
| Deschka (hornolužickosrbsky Deško)          | 317      |
| Emmerichswalde                              | 14       |
| Groß Krauscha                               | 362      |
| Kaltwasser                                  | 241      |
| Klein Krauscha (hornolužickosrbsky Krušowk) | 87       |
| Neu Krauscha                                | 123      |
| Zentendorf                                  | 180      |
| Zodel                                       | 636      |
| Dohromady                                   | 1960     |

## Historie
Nejstarší zmínka je z roku 1315, kdy je zmíněna dnešní Groß Krauscha pod jménem de Crushin. Z roku 1346 je první zmínka o v současnosti největší části, Zodelu. Část Kaltwasser je zmíněna poprvé v roce 1385 jako Kaldin Wasser a o části Krušowk je první zmínka z roku 1408. Mezi lety 1377 a 1396 patřila oblast vévodství lužickému, mezi lety 1635 a 1815 kurfiřtství saskému. Po Vídeňském kongresu připadla Prusku a byla součástí provincie Slezsko.Po druhé světové válce se stala součástí Saska.

## Zajímavosti
- Gotický evangelický kostel v Zodelu
- Zábavní park Kulturinsel Einsiedel v Zentendorfu
- Muzeum Traugotta Gerbera

## Doprava
Přímo obcí prochází železniční trať z Berlína do Zhořelce. Několik kilometrů jižně od obce vede dálnice A4, na kterou lze najet v nedalekém Kodersdorfu.